# 桃園市體育會
桃園市體育總會（英语：Taoyuan Sports Federation），原名桃園市體育會。配合桃園市2015年升格直轄市，桃園縣體育會於2014年11月13日經會員大會決議通過，更名為桃園市體育會。2021年3月改名桃園市體育總會，是桃園市體育局認可的桃園市民間體育組織，底下84個運動單項委員會。會址與桃園市政府體育局同位於桃園市體育場二樓。
現任理事長為葉俊毅, 秘書長王景成，副秘書長有三位，分別為邱炳坤、黎正評與余青忠。

## 外部連結
- 官方網站 （页面存档备份，存于）